# Ricensia glaucopasta
Ricensia glaucopasta är en fjärilsart som beskrevs av George Francis Hampson. Ricensia glaucopasta ingår i släktet Ricensia och familjen nattflyn. Inga underarter finns listade.